# فرانتس هوفر (بازیکن فوتبال)
فرانتس هوفر (انگلیسی: Franz Hofer; ۴ سپتامبر ۱۹۱۸ – دسامبر ۱۹۹۰ (۷۲ ساله)) بازیکن فوتبال اهل آلمان بود.
از باشگاه‌هایی که در آن بازی کرده‌است می‌توان به باشگاه فوتبال راپید وین اشاره کرد.
وی همچنین در تیم ملی فوتبال آلمان بازی کرده‌است.